# Markus Dudler
Markus Dudler (* 7. Januar 1981) ist ein Schweizer Politiker (CVP).

## Beruf
Nach abgeschlossener Lehre als Elektroniker mit einer technischen Berufsmaturität bildete sich Dudler berufsbegleitend zum Techniker Elektronik / Automation HF an der Allgemeinen Berufsschule Basel AGS weiter. Diese Weiterbildung schloss er 2011 erfolgreich ab. Dudler arbeitet als Testengineer für einen international tätigen Anbieter von Messgeräten, Dienstleistungen und Lösungen für die Verfahrenstechnik. Er leitet ein internes Kalibrierlabor für elektrische Messmittel und beschäftigt sich mit der Entwicklung von Teststrategien und Betriebsmittel für die Elektronikproduktion.

## Politik
Sein erstes politisches Amt auf Gemeindestufe war Mitglied der Umwelt- und Energiekommission als Nachfolger von Andreas Schäfer. 2011 trat Dudler die Nachfolge von Andreas Gauch als Gemeindekommissionsmitglied an. Nach zwei Jahren in der Funktion als Aktuar wurde er für die Periode 2016 – 2018 in der Kommission zum Vizepräsidenten gewählt. 2018 folgte die Wahl zum Präsidenten der Gemeindekommission. Aus dem Kreis der Gemeindekommission wurde Dudler 2014 in die Geschäftsprüfungskommission gewählt, deren Präsidium er von 2016 bis 2018 innehatte. Nach der Wahl 2018 zum Präsidenten der Gemeindekommission hat er das Präsidium der GPK abgegeben. Bei den Erneuerungswahlen vom 9. Februar 2020 wurde Dudler für vier weitere Jahre wieder in die Gemeindekommission Arlesheim gewählt.
Auf kantonaler Ebene wurde Dudler 2008 von der CVP Baselland zum eidgenössischen Delegierten gewählt und vertritt als solcher mehrmals im Jahr an den Parteitagen der CVP Schweiz die Interessen der Kantonalpartei. 2015 kam die Wahl in das Baselbieter Kantonsparlament, in den Landrat. Er ist Mitglied der Umweltschutz- und Energiekommission und der Petitionskommission, die sich mit Vorstössen aus dem Volk, Einbürgerungen, Begnadigungen sowie Bussenerlassungsgesuchen beschäftigt. Dudler ist Stimmenzähler der CVP/GLP-Fraktion und bei der Bildungs-, Kultur- und Sportkommission Ersatzmitglied. Bei den kantonalen Wahlen vom 31. März 2019 wurde Dudler im Wahlkreis Münchenstein/Arlesheim für vier weitere Jahre als Landrat wiedergewählt. Diesen Sitz verlor seine Partei bei den Landratswahlen vom 12. Februar 2023.

## Engagements, Hobbys
Dudler war Rettungsschwimmer bei der SLRG Birseck, in deren Vorstand er – sowohl als Materialwart als auch als auch Vizepräsident – tätig war. Bei Jugend und Sport (J+S) machte er die Ausbildung zum Schwimmleiter. Bei der SLRG leitete er für ein paar Jahre eine Jugendgruppe. Seine sportliche Leidenschaft ist das Gerätetauchen, ausserdem spielt er das Waldhorn. Dudler ist aktives Ehrenmitglied vom Musikverein Arlesheim und wirkt bei Projekten des Sinfonieorchesters Trirhenum mit. Er war Trompeter bei der Militärmusik.